# Contrazione (linguistica)
In linguistica, la contrazione descrive il fenomeno di fusione di due vocali adiacenti in una sola. Nella storia dell'italiano la contrazione è stata un fenomeno piuttosto frequente in passato (poco, ad esempio, dal latino paucum, pena da poenam, cosa da causam, preda da praedam e simili), mentre oggi si verifica solo in rari casi.